# Mauro Piccoli
Mauro Piccoli (Spresiano, 19 ottobre 1967) è un ex cestista italiano.

## Carriera
Cresciuto nelle giovanili del Basket Mestre, ha giocato in Serie A2 proprio con Mestre, squadra nella quale ha militato dal 1985 al 1988. Nel  1988-1989 milita in Serie A1 a Fabriano, con cui disputa 22 incontri. Nel 1989-1990 milita nella Felice Scandone Avellino.